# Chikunia
Chikunia es un género de arañas de la familia Theridiidae, orden Araneae. Fue descrito por Hajime Yoshida en 2009.
Las especies de este género tienen una estrecha relación y viven en grandes colonias.

## Especies
- Chikunia albipes (Saito, 1935)
- Chikunia bilde Smith, Agnarsson y Grinsted, 2019
- Chikunia nigra (O. Pickard-Cambridge, 1880)